# Oleksandr Okipnjuk
Oleksandr Oleksandrovyč Okipnjuk (in ucraino Олександр Олександрович Окіпнюк?; trasl. angl.: Oleksandr Oleksandrovych Okipniuk; Berehove, 4 settembre 1998) è uno sciatore freestyle ucraino, specialista dei salti.

## Biografia
Ha iniziato a praticare lo sci freestyle a Berehove, sua città natale. La madre è stata la sua prima allenatrice.
Ha debuttato nelle competizioni internazionali l'11 febbraio 2012, nella tappa di Coppa Europa di Bukovel, in Ucraina, dove si è classificato 19º. Ha esordito in Coppa del Mondo l'anno successivo, il 23 febbraio 2013, sempre a Bukovel, classificandosi 27º. Nel 2015 è rimasto vittima di un infortunio alla schiena che lo ha costretto a rinunciare all'attività agonistica per diverso tempo. Per sottoporsi a cure mediche è andato a Kisvárda, in Ungheria. Ha ripreso gli allenamenti alla fine del 2016.
Dalla stagione 2018-2019 è membro permanente della nazionale ucraina.
Ha gareggiato in cinque mondiali juniores. Ha ottenuto il suo miglior risultato nel 2018 quando è arrivato 12° a Minsk, in Bielorussia.
Il suo debutto ai campionati iridati è avvenuto ad Almaty 2021, in Kazakistan, in cui si è piazzato 12° nella competizione individuale.
Ha rappresentato l'Ucraina ai Giochi olimpici invernali di Pechino 2022 dove ha ottenuto il 9º posto nei salti.

## Palmarès

### Mondiali
- 1 medaglia:
  - 1 bronzo (salti a squadre a Bakuriani 2023)

### Coppa del Mondo
- Miglior piazzamento in classifica generale: 179º nel 2015
- Miglior piazzamento nella Coppa del Mondo di salti: 19º nel 2022

### Coppa Europa
- 3 podi:
  - 2 vittorie
  - 1 secondo posto

#### Coppa Europa - vittorie
| Data             | Luogo   | Paese     | Disciplina |
| ---------------- | ------- | --------- | ---------- |
| 14 febbraio 2020 | Bukovel | Ucraina   | AE         |
| 9 dicembre 2022  | Ruka    | Finlandia | AE         |

Legenda:

AE = Salti